# KRO's Nacht van het Goede Leven

KRO's Nacht van het Goede Leven was een Nederlands radioprogramma van de KRO. Het werd van 2008 tot 2014 in de nacht van zondag op maandag van 2.00 tot 6.00 uur rechtstreeks uitgezonden op Radio 1, gepresenteerd door Adeline van Lier.
Het programma was gewijd aan kunst en cultuur in de breedste zin; beeldende kunst, literatuur, theater en film. Met vaste columnisten als muziekprofessor Jan Emous, 'de Groentevrouw' Marjan Luif, en de dichter Frank Starik. Daarnaast werd er dikwijls een gast langdurig geïnterviewd. En eens in de 3 weken was er livemuziek. Ook werden er soms een hoorspel uitgezonden en memorabele radio-documentaires herhaald.
Het programma werd opgevolgd door het programma Nachtkijkers van KRO-NCRV.